# Rezerwat przyrody Goździk Siny w Grzybnie
Rezerwat przyrody „Goździk Siny w Grzybnie” – florystyczny rezerwat przyrody na terenie Leśnictwa Grzybno w gminie Mosina, powiecie poznańskim (województwo wielkopolskie), na terenie Rogalińskiego Parku Krajobrazowego.

## Historia i charakterystyka

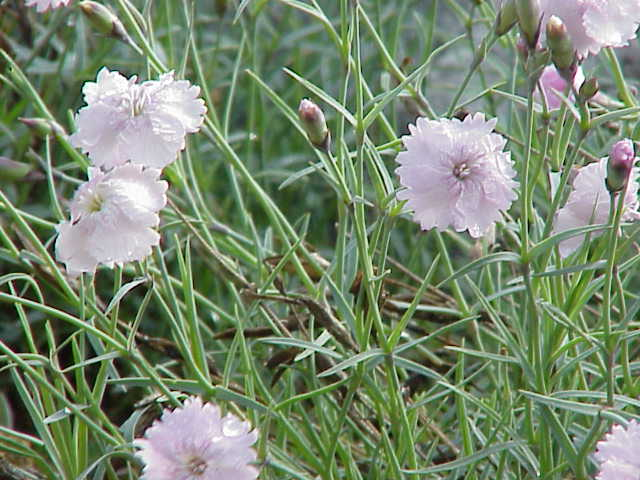
Goździk siny

Został utworzony zarządzeniem Ministra Leśnictwa i Przemysłu Drzewnego z dnia 30 czerwca 1964 roku.
Celem ochrony przyrody w rezerwacie jest zachowanie ze względów naukowych i dydaktycznych stanowiska rzadkiego w Polsce goździka sinego Dianthus gratianopolitanus. Roślina ta osiąga tu swą północną granicę występowania i jest narażona na wyginięcie w Wielkopolsce. Ponadto rezerwat chroni fragment boru sosnowego na wydmie.
Rezerwat zajmuje obecnie powierzchnię 16,35 ha. Początkowo zajmował jedynie 3,54 ha, w 2002 roku powiększono go do 16,60 ha. Wokół rezerwatu utworzono otulinę o powierzchni 25,91 ha.
Rezerwat nie posiada planu ochrony, obowiązują w nim jednak zadania ochronne, na mocy których obszar rezerwatu podlega ochronie czynnej.
Teren rezerwatu wchodzi w skład dwóch obszarów sieci Natura 2000: „Rogalińska Dolina Warty” PLH300012 i „Ostoja Rogalińska” PLB300017.

## Turystyka
Do rezerwatu prowadzi  szlak pieszy Iłowiec – Mosina – Łódź – Stęszew – Tomice – Otusz, wytyczony wokół drewnianych barierek ograniczających wstęp w głąb obszaru ochronnego.